# Trois petites pièces montées
Pour les articles homonymes, voir Trois petites pièces.
Trois petites pièces montées est une suite de trois pièces pour orchestre ou piano à quatre mains d'Erik Satie, composée en 1919. 

## Présentation
Les Trois petites pièces montées sont trois courtes pièces, composées en 1919, qui mettent en scène des personnages créés par Rabelais. 
La version pour piano à quatre mains est écrite en novembre-décembre 1919, et la version pour orchestre achevée le 3 janvier 1920. La partition, dédiée à Mme Julien Henriquet, est publiée en 1920 par les éditions de la Sirène.
La version orchestrale est créée lors d'un concert de musique moderne organisé par Jean Cocteau, à la Comédie des Champs Élysées, avec Vladimir Golschmann à la direction, le 21 février 1920. Au programme figuraient aussi les créations de Cocardes de Poulenc, Adieu, New York ! d'Auric, ainsi que Le Bœuf sur le toit de Milhaud.

## Structure
Le cahier, d'une durée moyenne d'exécution de quatre minutes environ, comprend trois mouvements :
1. De l'enfance de Pantagruel (Rêverie) — Modéré
2. Marche de Cocagne (Démarche) — Temps de Marche
3. Jeux de Gargantua (Coin de polka) — Mouvement de Polka

## Analyse
La première pièce, De l'enfance de Pantagruel, est la plus tributaire du passé, avec ses « pages les plus expressives » du recueil. Vincent Lajoinie note les échos du thème, « dolent et alangui, plein de mystère », rappelant La mort de Socrate, en particulier les « motifs chevilles en gammes parallèles » :

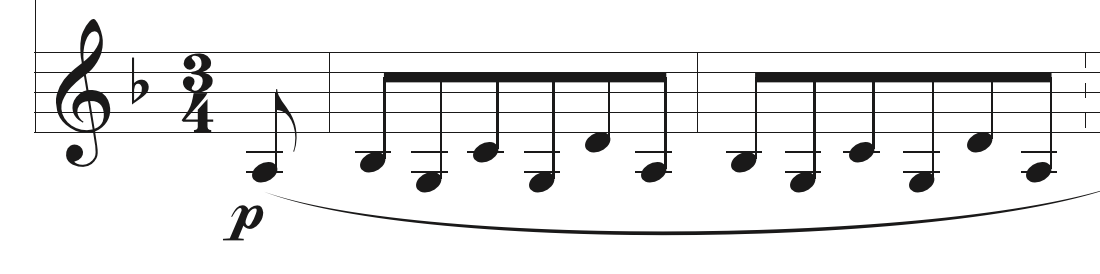
Motif « cheville » pour la Rêverie de l'enfance de Pantagruel.

L'atmosphère rêveuse de ce premier mouvement est d'emblée dissipée par les sonneries matinales qui ouvrent le deuxième mouvement, Marche de Cocagne, « dans la bonne humeur terre à terre du légendaire pays rabelaisien, comme pour nier pudiquement cet instant de délicieux abandon ». 
Le troisième et dernier mouvement, Jeux de Gargantua, évoque de son côté une ambiance proche du music-hall. 

## Version orchestrale
Michel Parouty note que l'orchestration de Satie, à l'instar d'En habit de cheval, est « riche », et souligne que « l'ensemble s'écoute avec agrément, sans atteindre toutefois la truculence de Rabelais ».
| Instrumentation                                                      |
| Bois                                                                 |
| 1 flûte, 1 hautbois, 1 clarinette, 1 basson                          |
| Cuivres                                                              |
| 1 cor, 2 trompettes, 1 trombone                                      |
| Percussions                                                          |
| tarole, grosse caisse, cymbales                                      |
| Cordes                                                               |
| premiers violons, seconds violons, altos, violoncelles, contrebasses |

Dans le premier mouvement, cordes et vents dialoguent « avec tendresse ». Le deuxième s'ouvre « sur un savoureux duo de trompettes, et la marche a des échos volontairement caricaturaux ». Enfin, le troisième mouvement oppose avec esprit la clarinette et le basson, et offre plus loin au trombone « une belle occasion de montrer sa drôlerie ».

## Autres versions
Une première version de la Marche de Cocagne, pour deux trompettes, est publiée par La Sirène dans l'Almanach de Cocagne en 1920. 
Le premier mouvement connaît aussi une version de Satie pour piano seul, Rêverie de l'enfance de Pantagruel.

## Discographie

### Version pour piano à quatre mains
- Tout Satie ! Erik Satie Complete Edition[10], CD 5, Aldo Ciccolini et Gabriel Tacchino (piano), Erato 0825646047963, 2015.
- Satie: Complete Music for Piano Four Hands, Sandra et Jeroen van Veen (piano), Brilliant Classics 9129, 2009.

### Version pour orchestre
- Tout Satie ! Erik Satie Complete Edition, CD 1, Orchestre du Capitole de Toulouse, Michel Plasson (dir.), Erato, 2015.

### Ouvrages généraux
- Adélaïde de Place, « Erik Satie », dans François-René Tranchefort (dir.), Guide de la musique de piano et de clavecin, Paris, Fayard, coll. « Les Indispensables de la musique », 1987, 867 p. (ISBN 978-2-213-01639-9, OCLC 17967083).
- François-René Tranchefort (dir.), Guide de la musique symphonique, Paris, Fayard, coll. « Les Indispensables de la musique », 1986, 896 p. (ISBN 2-213-01638-0).

### Monographies
- Vincent Lajoinie, Erik Satie, Lausanne, Éditions L'Âge d'Homme, 1985 (ISBN 978-2-8251-3228-9).
- (en) Robert Orledge, Satie the composer, New York, Cambridge University Press, coll. « Music in the 20th Century », 1990, 394 p. (ISBN 978-0-521-35037-2).
- Anne Rey, Satie, Paris, Éditions du Seuil, coll. « Solfèges », 1974, rééd. 1995, 192 p. (ISBN 978-2-02-023487-0 et 2-02-023487-4).
- Pierre-Daniel Templier, Erik Satie, Paris, Éditions Rieder, coll. « Maîtres de la musique ancienne et moderne » (no 12), 1932 (lire en ligne).